# Alice Englert
Alice Allegra Englert (* 15. Juni 1994 in Sydney, New South Wales, Australien) ist eine australische Schauspielerin. Sie wurde vor allem durch ihre Rolle der Rosa in Ginger & Rosa und ihre Darstellung der Lena Duchannes im US-amerikanischen Fantasyfilm Beautiful Creatures – Eine unsterbliche Liebe bekannt.

## Leben
Alice Englert wurde 1994 als Tochter der Regisseurin Jane Campion und des Filmregisseurs und Produzenten Colin Englert geboren. Sie hat einen jüngeren Halbbruder namens Gabriel.
Ihre Eltern ließen sich scheiden, als sie sieben Jahre alt war. Ein Jahr später, 2001, gab sie ihr Schauspieldebüt im Kurzfilm Listen der Regisseurin Paula Maling. Danach folgte im Alter von zwölf Jahren ihr Auftritt in The Water Diary, einem Kurzfilm ihrer Mutter, der als Teil des Filmprojekts 8 entstand.
Sie wurde unter anderem in New York, London, Rom, Neuseeland und Australien unterrichtet, bis sie die Schule abbrach, um sich ihrer schauspielerischen Karriere zuzuwenden.
Das Schauspielern ist nicht Alice Englerts einzige Leidenschaft. Sie ist außerdem Sängerin, Songwriterin, Dichterin und spielt Gitarre.

## Filmografie
- 2001: Listen (Kurzfilm)
- 2008: 8 (in der Episode: The Water Diary)
- 2012: Ginger & Rosa
- 2013: In Fear
- 2013: Beautiful Creatures – Eine unsterbliche Liebe (Beautiful Creatures)
- 2013: Singularity
- 2014: New Worlds (Fernsehserie, 4 Folgen)
- 2015: Jonathan Strange & Mr Norrell (Fernsehserie)
- 2015: The Lovers
- 2017: The Rehearsal
- 2017: Top of the Lake: China Girl (Fernsehserie, 6 Folgen)
- 2019: Them That Follow
- 2020: Ratched (Fernsehserie, 6 Folgen)
- 2021: Body Brokers
- 2021: The Power of the Dog
- 2022: You Won’t Be Alone
- 2022: Gefährliche Liebschaften (Dangerous Liaisons, Fernsehserie, 8 Folgen)
- 2023: Bad Behaviour (auch Regie)